# 오카와 류호

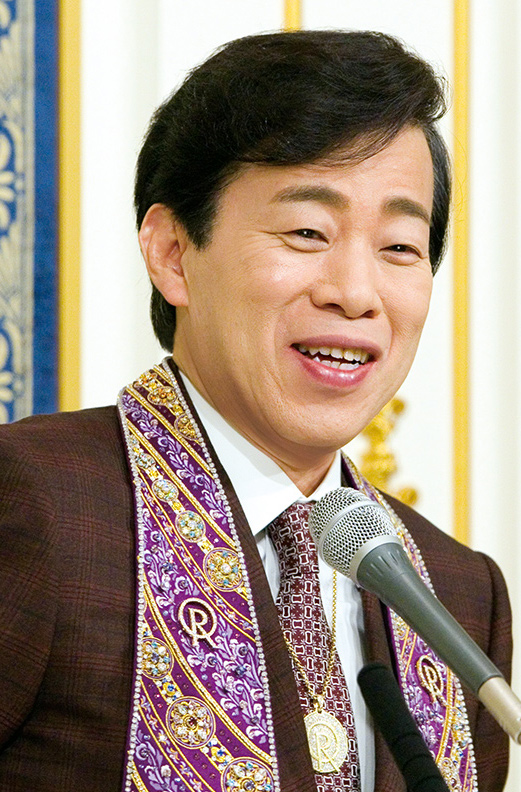
2015년 모습

오카와 류호(大川隆法, 본명: 나카가와 타카시, 中川 隆; Nakagawa Takashi, 1956년 7월 7일 ~ 2023년 3월 2일)는 일본의 종교 및 정치 지도자였으며 행복의 과학과 행복실현당의 CEO이자 창립자였다. 또한 뉴 스타 프로덕션 및 ARI 프로덕션이라는 조직에 소속된 두 회사의 회장을 역임했다.
오카와 류호의 조직은 이단이라는 비난을 널리 받아왔다. 이 종교의 지지자들은 현재 "엘 칸타레"라고 불리는 신과 헤르메스와 석가모니를 포함한 수많은 다른 존재들의 화신이라고 주장하는 오카와를 숭배한다.
2023년 3월 2일, 심장마비로 사망하였다.

## 같이 보기
- 메시아 호칭 인물
- 메시아 콤플렉스